# Пътешествия (Марко Поло)
„Пътешествия“ (на френски: Le devisement du monde), също „Пътешествията на Марко Поло“ или „Милионът“ (на италиански: Il Milione), е пътеписът на венецианеца Марко Поло, описващ пътешествията му в Азия, включително Персия, Китай и Югоизточна Азия между 1271 и 1292 г.
Книгата е написана през 1298 г. от Рустикело да Пиза, автор на рицарски романи, в затвора в Генуа, където е затворен и Марко Поло след пленяването му в битката при Курзола. Става много известна през XIV век.

## Въздействие
„Пътешествията на Марко Поло“ е рядко популярна в ерата преди появата на печатницата. Въздействието му върху картографията обаче се забавя. Първата карта, на която се появяват имена, споменати от Марко Поло, е „Каталунският атлас на Шарл V“ (1375), включващ 30 имена в Китай и доста други азиатски топоними. Венецианският монах и картограф Фра Мауро педантично включва всички топоними на Марко Поло в своята карта на света от 1450 г.
Книгата на Марко Поло със своите описания на богатства на Изтока служи като вдъхновение на Христофор Колумб да потърси път към Азия по море с курс на запад. Екземпляр на книгата с бележки, собственоръчно написани от Колумб, е сред притежанията в каютата му на кораба „Санта Мария“.
Пътеписът е преведен на много европейски езици още преди смъртта на Поло, но оригиналните ръкописи са загубени. Съществуват около 150 екземпляра на различни езици. В процеса на преписване и превод обаче са направени множество грешки, поради което има големи различия между отделните версии. Най-старият оцелял ръкопис е на старофренски със силно италианско влияние.